# Серравалле-а-По
Серравалле-а-По (итал. Serravalle a Po) — коммуна в Италии, располагается в регионе Ломбардия, подчиняется административному центру Мантуя.
Население составляет 1723 человека, плотность населения составляет 66 чел./км². Занимает площадь 26 км². Почтовый индекс — 46030. Телефонный код — 0386.
Покровителями коммуны почитаются святые апостолы Филипп и Иаков Младший. Праздник ежегодно празднуется 3 мая.